# Біляєвська (Слободський район)
Біля́євська (рос. Беляевская) — присілок у складі Слободського району Кіровської області, Росія. Входить до складу Денисовського сільського поселення.
Населення становить 17 осіб (2010, 11 у 2002).
Національний склад станом на 2002 рік — росіяни 100 %.